# Egyenlítői-Guinea hívójelkörzetei
Egyenlítői-Guinea jelenleg (2024) nincs felosztva hívójelkörzetekre.
Egyenlítői-Guinea számára az ITU a 3C hívójelprefixet határozta meg.
| Prefix | Körzet | Hely/jelleg       | ITU zóna | CQ zóna | 1 szintű QTH lokátor |
| ------ | ------ | ----------------- | -------- | ------- | -------------------- |
| 3C     | [0..9] | Egyenlítői-Guinea | 47       | 36      | JJ                   |
| 3C     | 0      | Annobón           | 52       | 36      | JI28                 |

## Lajstromjel
Vízi és légi járművek lajstromjelezéséhez a 3C prefixet használják.